# Легтметса (Ярва)
Ле́гтметса (ест. Lehtmetsa küla) — село в Естонії, у волості Ярва повіту Ярвамаа.

## Населення
Чисельність населення на 31 грудня 2011 року становила 39 осіб.

## Географія
Через населений пункт проходить автошлях 11125 (Періла — Янеда). Від села починається дорога 15141 (Каалепі — Легтметса) 

## Історія
До 21 жовтня 2017 року село входило до складу волості Албу.